# Alfred Edward Housman
Pour les articles homonymes, voir Houseman et Housman.
Alfred Edward Housman (parfois orthographié Houseman) est un philologue et poète britannique né le 26 mars 1859 et mort le 30 avril 1936.

## Biographie
Alfred Edward Housman est né à Valley House (Fockbury, près de Bromsgrove) dans le comté de Worcester. Son père est avoué. Son frère cadet, Laurence, est connu comme romancier et dramaturge. Alfred étudie à la King Edward's School, à Bromsgrove, puis au St John's College, à Oxford, mais il échoue à l'examen de sortie, ce qu'il considère comme une grande humiliation. De 1882 à 1892, il travaille à l'office des brevets à Londres, consacrant son temps libre aux études classiques pour acquérir une réputation d'érudit et ainsi retrouver sa fierté. Il écrit également de la poésie pendant cette période, mais ce sont ses excellents articles sur les auteurs classiques grecs et latins et sur la critique textuelle qui lui valent d'être nommé professeur de latin à l'University College de Londres en 1892. Il y reste jusqu'en 1911 et se fait un nom parmi les antiquisants de l'époque.
D'un abord sec et austère, Alfred Housman étonne ses étudiants et collègues lors de la publication de son premier recueil de poèmes, A Shropshire lad, en 1896. Le ton romantique contraste avec sa sévérité apparente. A Shropshire lad est un cycle de poèmes centrés sur le personnage de Terence Hearsay, qui va vivre à Londres, loin de sa campagne natale. Très personnels et nostalgiques, ces poèmes reflètent un Shropshire idéalisé bien que rustique, tel que le rêve Housman, qui, à l'époque, n'y avait jamais mis les pieds.
En 1911, Alfred Housman est recruté comme professeur de latin à Cambridge, où sa réputation continue de croître. Il écrit davantage de poèmes dans la veine de A Shropshire lad, publiés dans ses Last Poems en 1922. Il meurt en 1936 à Cambridge, mais ses cendres sont rapportées dans le Shropshire et enterrées près de la porte nord de l'église St Laurence, à Ludlow, sous une plaque portant ses propres vers :
Goodnight; ensured release,

Imperishable peace,

Have these for yours.

## Œuvre

### Recueils de poésie
- A Shropshire lad (1896)
- Last poems (1922)
- A Shropshire lad: authorized edition (1924)
- More poems (1936)
- Collected poems (1939)
- Collected poems (1940)
- Manuscript poems: eight hundred lines of hitherto un-collected verse from the author's notebooks (1955)
- Is my team ploughing
- Unkind to unicorns: selected comic verse (1995)
- The poems of A.E. Housman (1997)

### Recueils de textes en prose
- Selected prose (1961).

### Autres publications
- Marcus Manilius Astronomica (1903–1930)
- Satires of Juvenal (1905)
- Swinburne (1910)
- Marcus Annaeus Lucanus, Belli Ciuilis Libri decem (1926)
- The classical papers of A. E. Housman (1972)

### En français
- poèmes traduits par Sébastien Cagnoli

### Source
(en) « Biographie et références »